# USA Volleyball Cup
USA Volleyball Cup é um campeonato amistoso de vôlei criado em 2013 e disputado anualmente, nos Estados Unidos. O torneio consiste em uma série de partidas entre a equipe americana e uma seleção convidada. Na primeira edição, apenas a competição feminina foi realizada, desde então, são organizados campeonatos para as variantes masculina e feminina.